# Arco Iris Football Club
El Arco Iris Football Club fue un club de fútbol de Chile de la ciudad de Santiago en la Región Metropolitana. Fue fundado el 4 de julio de 1904 y jugaba en la Asociación de Football de Santiago hasta su desaparición en 1924.

## Historia
Desde su fundación, en 1904, Arco Iris fue catalogado como equipo «modesto», al estar marcado por su origen y condición obrera; sin embargo, logró gran notoriedad, siendo uno de los animadores del fútbol santiaguino por espacio de 20 años. Al momento de su fundación, el club decidió incorporarse a la Asociación Arturo Prat, la cual congregaba a diferentes clubes que no tenían cabida en la Asociación de Football de Santiago (AFS), que sólo integraba a los clubes más fuertes de la capital, los cuales, en su mayoría, permanecían en ésta conservando su carácter más «aristocrático». Sin embargo, a poco andar y gracias a su desempeño, el club fue aceptado en la AFS.
En 1910, con motivo de la celebración del Centenario de Chile, el diario La Unión de Santiago ofreció un trofeo para una competencia especial: la Copa Centenario. Dada su inscripción libre, participaron los equipos más poderosos de las asociaciones de fútbol de la capital, que se enfrentaron bajo eliminación directa. Finalmente, el 28 de diciembre, en la Cancha del Carmen, Arco Iris derrotó a Magallanes por 2-0 y se tituló campeón de la Copa Centenario. La oncena ganadora estuvo conformada por: Ramírez, Próspero González, Torres; Ríos, Morales, Guzmán; Lamilla, Espinoza, Rocha, Ávila y Álvarez.
En sus dos décadas de vida, además, el club logró en la AFS el título de la Copa Unión en 1914, la Serie A de la Copa Independencia en 1916 y la Serie A de la Copa Unión en 1919.
Finalmente, el club dejó de existir en el año 1924.

## Jugadores
El jugador más destacado del Arco Iris fue Próspero González, obrero nacido en 1885 y uno de los fundadores del club, quien permaneció en este hasta su desaparición en 1924. Jugaba como mediocampista e integró la selección chilena entre los años 1910 y 1916, jugando 12 partidos: en la Copa Centenario Independencia Argentina disputada en Buenos Aires en 1910, en la gira a Brasil de 1913 y en el Campeonato Sudamericano 1916 de Argentina.

## Palmarés
- Copa Centenario (1): 1910.[2]
- Copa Unión de la Primera División de la Asociación de Football de Santiago (2): 1914, 1919.[nota 2]
- Copa Independencia de la Segunda División de la Asociación de Football de Santiago (1): Serie A 1916.[7][8]
- Subcampeón de la Copa Unión de la Primera División de la Asociación de Football de Santiago (1): Serie A 1917.[9]
- Subcampeón de la Copa República de la Primera División de la Asociación de Football de Santiago (2): 1920,[10] 1922.[11]
- Subcampeón de la Copa Independencia de la Segunda División de la Asociación de Football de Santiago (1): Serie A 1917.[9]